# Гершкович Яків Петрович
Яків Петрович Гершкович (*21 серпня 1953, м. Київ — 8 вересня 2022, м. Берлін) — український археолог, історик. Доктор історичних наук. Старший науковий співробітник Національної Академії Наук України (Інститут археології, відділ арехології енеоліту-бронзового віку). Автор першої в українській науці книги про сабатинівську культуру.

## Біографія
Яків Петрович Гершкович народився 21 серпня 1953 року у Києві. Свої перші кроки в археології зробив у шкільні роки — відвідував гурток археології Київського Палацу піонерів в 1960-ті роки (під керівництвом В. Н. Гладиліна).
У 1977 році закінчує з відзнакою історичний факультет Національного Університету Узбекистану (в минулому Ташкентський Державний Университет). Відразу після цього в 1977 році починає працювати на посаді лаборанта в Інституті археології. Керував розкопками курганів і старовинних поселень у складі Донецької (пізніше — Другої Північно-Донецької) і Червонознаменської експедиції Інституту археології.
З 1989 по 1993 роки Гершкович працює у Науково-виробничому кооперативі «Археолог», який був створений при Інституті археології, і досліджує кургани і багатошарові поселення бронзової доби у басейні Сіверського Дінця та на Донецькому кряжі.
У 1993 році Гершкович повертається до роботи в Інститут археології та успішно захищає кандидатську дисертацію «Сабатинівська культура Нижнього Подніпров'я і Північно-Західного Приазов'я». З тих пір працює у відділі археології енеоліту-бронзового віку. З 1986 по 1999 роки займає посаду наукового співробітника Інституту археології НАН України, а з 1999 року стає старшим науковим співробітником Інституту археології.
Знаковою для Гершковича стала Україно-Німецька експедиція з дослідження Суботівського городища у Черкаській області у 1994—1995 роках. З часом він очолив цей проект і видав монографію «Суботівське городище». У 2017 році за цією книгою в Інституті археології НАН України ним була успішно захищена диссертація на здобуття вченого ступеня доктора історичних наук.
Яків Гершкович є автором більше ніж 130 друкованих праць. Перш за все це монографії «Studien zur spätbronzezeitlichen Sabatinovka-Kultur am unteren Dnepr und an der Westkuste des Azov'schen Meers» і «Суботівське городище». Їм обґрунтована принципово нова, комплексна інтерпретація так званих зольників Білогрудівського типу і схеми культурогенетичних процесів на півдні Східної Європи бронзової доби і в перехідний період до ранньої залізної доби.
Під його науковим керівництвом успішно захистили кандидатські дисертації А.Корохіна и Д.Куштан.
Яків Петрович є членом редакційної колегії серійних наукових видань «Матеріали і дослідження з археології Східної України» (Луганськ), «Археологічний Альманах» (Донецьк, Сімферопіль) і англомовної версії журналу «Археологія» (Ukrainian Archaeology). Спільно із професором С. Н. Санжаровим організував видання і посмертне перевидання книги свого вчителя С. Н. Братченко «Левенцівська фортеця. Пам'ятник культури бронзової доби».
Ініціатор створення «Кодексу етики професійного археолога», прийнятого Вченою радою Інституту археології НАН України. Голова ВГО «Спілка археологів України». Також виступав з доповідями на численних наукових симпозіумах і конференціях.
Стипендіат програми наукових обмінів ім. В. Фулбрайта (США) та Німецької служби наукових обмінів (DAAD).

## Внесок у науку

### Участь в археологічних розкопках
- В шкільні роки брав участь у праці археологічних експедицій в Поінгуллі (О. Г. Шапошникова, І. Н. Шарафутдінова), на Кам'янній могилі в Приазов'ї та в Києві (В. Н. Даниленко) та інші.
- 1976—1980 — розкопки старовинних курганів у Північно-Східному Приазов'ї та Північному Подонцові (С. Н. Братченко)
- 1981 — Новокиївське поселення сабатинівської культури, Херсонська область.
- 1982—1989 — кургани і ґрунтові могильники різних епох, Херсонська область.
- 1989—1993 — кургани і поселення бронзової доби, Донецька і Луганська область.
- 1994—1995 — Суботівське городище, Черкаська область (спільна Українсько-Німецька експедиція).
- 1997, 2017 — кургани і зольники пізнього бронзового і раннього залізного віку біля м. Нетішин, Хмельницька область.
- 2011—2013 — розвідка і виявлення пам'яток різних епох в зонах будівництва вітрових електростанцій (Миколаївська, Донецька, Луганська області).

### Наукові публікації та статті
- Я.П.Гершкович, В.Н.Корпусова, Р.С.Орлов. Роботи у с.Золоте // Археологічні відкриття 1973. — 1974. — С. 291—293.
- С.Н.Братченко, Я.П.Гершкович. Дослідження у Північно-Східному Приазов'ї : стаття // Археологічні відкриття 1976. — М. : Наука, 1977. — С. 272-273.
- Я.П.Гершкович, С.Н.Братченко. Розкопки курганів у Північно-Східному Приазов'ї : стаття // Археологічні відкриття 1978. — Москва : Наука, 1979. — 307 с.
- Я.П.Гершкович, С.Н.Братченко. Дослідження курганів вздовж річки Північний Донець : стаття // Археологічні відкриття 1978. — Москва, 1979. — С. 307-308.
- Я.П.Гершкович. До питання культури елементів Андронова у Культурі древніх могил на Україні // Стародавні культури Волзьких і Уральських басейнів, Куйбишев : збірник. — 1979. — С. 92-94.
- Я.П.Гершкович, Г.Л. Евдокимов. Одна категорія кістки як продукт виробництва Культури Древніх могил // Радянська археологія : журнал. — 1982. — № 4. — С. 228-231.
- Я.П.Гершкович. Про кам'яну похоронну конструкцію Культури Древніх могил на Північно-Східному Азовському узбережжі // Археологія. — 1982. — № 41. — С. 15-21.
- Н.А.Гаврилюк, Я.П.Гершкович. Поховання заключного етапу Бронзової і Ранньо-Залізної доби у басейні річки Кальміус Північно-морського Азовського узбережжя // Матеріали з хронології місць археологічних розкопок України : збірник. — 1982. — С. 67-71.
- Я.П.Гершкович. Культурно-хронологічні групи поховань Середньо-пізньої Бронзової доби у Кургані поруч з селом Прищіб // Матеріали з хронології місць археологічних розкопок України : збірник. — 1982. — С. 46-61.
- С.С.Березанська, Я.П.Гершкович. Елементи Культури Андроново у Дерев'яних могилах України // Бронзово доба полоси степів Уралу – підземний стік річки Іртуш : збірник. — 1983. — С. 100-101.
- Яків Гершкович. Фігурні поясні пряжки культури багатовалікової кераміки // Радянська Археологія : стаття. — 1986. — № 2. — С. 132-145.
- Я.П.ГЕРШКОВИЧ, В.И.КЛОЧКО, Н.П.ОЛЕНКОВСЬКИЙ. Ливарна форма епохи пізньої бронзової доби у Нижньому Подніпров'ї // Радянська Археологія : стаття. — 1987. — Т. 3. — С. 211.
- Я.П. Гершкович, В.И. Клочко, Н.П. Оленковский. Нова знахідка кам'яної ливарної форми з Нижнього Подніпров'я // Радянська Археологія : стаття. — 1987. — Т. 3.
- Я.П. Гершкович, В.И. Клочко. Зв'язки населення Нижнього Подніпров'я в епоху пізньої бронзової доби (за матеріалами Завадовської майстерні) // Зв'язки населення Нижнього Подніпров'я в Епоха пізньої бронзи (за матеріалами Завадовській майстерні) : стаття. — 1987. — С. 101-130.
- Я.П.Гершкович, Е.А.Шепель. Макіївський курганний могильник епохи бронзової доби : стаття // Найдавніші скотарі степів півдня України / О.Г.Шапошнікова. — Київ : Наукова Думка, 1987. — 198 с.
- Я.П. Гершкович, В.И. Клочко, Г.Л. Евдокимов. Новокиївська ливарна майстерня і проблеми хронології Сабатинівських пам'ятників Нижнього Подніпров'я // Радянська Археологія : стаття. — 1987. — Т. 2. — С. 142.
- Я.П.Гершкович, М.М.Іевлев. Етнокультурні зміни у Північному Причорномор'ї в епоху пізньої бронзи в світлі палеокліматичних даних // Актуальні проблеми історико-археологічних досліджень: Тез. доп. Республ. конф. молодих археологів : стаття. — 1987. — С. 38-40.
- Я.П.Гершкович. До питання про появу чорноліської кераміки на поселеннях бондарихінської культури в басейні Сіверського Дінця // ТДНК "Проблеми дослідження пам'яток археології Сіверського Дінця" : стаття. — 1990. — С. 57-59.
- Я.П.Гершкович. До проблеми співвідношення регіональних схем періодизації епохи пізньої бронзової доби Нижнього Подніпров'я, Північно-Східного Приазов'я та Подонцовья // Доно-Донецький регіон в системі старожитностей Східноєвропейського степу і лісостепу : стаття. — 1996. — С. 22-24.
- Яків Гершкович. Походження та еволюція Сабатинівського керамічного комплексу // Археологічний альманах : стаття. — 1997. — С. 125-144.
- Gerškovič Jakob. Westliche impulse bei der Formierung des Kulturkomplexes "Noua-Sabatinovka-Coslogeni" // Das Karpatenbecken und die Osteuropäischen Steppe. Prähistorische Arhäologie in Südosteuropa : стаття. — 1998. — Т. 12. — С. 317-324.
- Яків Гершкович. Етнокультурні зв'язки в епоху пізньої бронзової доби у світлі хронологічного співвідношення пам'ятників (Нижнє Підніпров'я - Північно-Східне Приазов'я - Подонцов'я) // Археологічний Альманах : стаття. — 1998. — Т. 7. — С. 61-92.
- О.П.Журавльов, Я.П.Гершкович. Тваринництво населення сабатинівської культури Нижнього Подніпров'я // Старожитності Північного Причорномор`я і Криму : розділ у книзі. — 1999. — Т. 7. — С. 49-75.
- Я.П.Гершкович. Взаємодія археологічних культур в заключний період епохи пізньої бронзової доби на Південному-Заході Східної Європи // XV Уральська археологічна нарада. Тез. докл. міжднар. конф.. — 2001.
- Я.П.Гершкович. Парадокси в історіографії сабатинівської культури // Stratum Plus : журнал. — 2002. — Т. 2. — С. 598-607.
- С.Н.Братченко, Я.П.Гершкович. Бахмутовська курганна группа // Матеріали і дослідження по археології Східної України : книга. — 2003. — Т. 1. — С. 247-276.
- Я.П.Гершкович. Взаємодія населення степу та лісостепу України за період Пізньої бронзової доби // Археологія : журнал. — № 3. — С. 32-40.
- Яків Гершкович. Феномен зольників Білогрудівського типу // Російська археологія : журнал. — 2004. — Т. 4. — С. 104-113.
- Яків Гершкович. Хранителі нелегальних старожитностей в Україні // Археологія : журнал. — 2005. — Т. 3. — С. 91-97.
- Ja. P. Gerškovič. Die Hüter illegal erworbener Altertümer in der Ukraine // Archaeologia Circumpontica : журнал. — 2006. — Т. 4. — С. 7-16.
- Ya. Gershkovich. Keepers of illegal antiquities in Ukraine // Archaeologia Bulgarica : журнал. — 2006. — № 3.
- Я.П.Гершкович. Історична ситуація в епоху пізньої бронзової доби на південь від Тшинецько-Комаровського ареалу (Zmierzch kompleksu trzciniecko-komarowskiego. Kształtowanie się nowej rzeczywistości kulturowej w środkowej i młodszej epoce brązu) // Instytut Archeologii Uniwersytetu Marii Curie-Skłodowskiej, Lublinie : журнал. — 2006. — S. 133-143.
- Яків Гершкович. Зольники Білогрудівського типу - складні монументальні структури епохи пізньої бронзової доби // Археологічний альманах : журнал. — 2009. — Т. 20. — С. 327-332.
- Яків Петрович Гершкович. Дніпровокам'янський комплекс ливарних форм епохи пізньої бронзової доби із Середнього Підніпров'я // Stratum plus: Archaeology and Cultural Anthropology : журнал. — 2009. — Т. 20. — С. 578-590.
- Я.П.Гершкович. Про наукову етику, корупцію і підступи Комінтерну (з приводу Збірки «Проблеми охорони та вивчення пам'яток археології степової зони Східної Європи») // Археологія : журнал. — 2010. — № 4. — С. 120-125.
- Yakiv Gershkovych. Korkut's heritage in the cuman milieu of the North Pontic region // Ukrainian Archaeology : журнал. — 2011. — С. 81-90.
- Yakov Gershkovich. The All-Ukrainian Public Association of Archaeologists:Its Purposes and Plan of Actions // The European Archaeologist : журнал. — 2011. — № 35. — С. 14-16.
- Yakov Gershkovich. Global Causes of Some Local Phenomena during the Late Bronze Age in the Northern Pontic Steppe // Prähistorische Archäologie in Südosteuropa : журнал. — 2011. — Т. 27, № 35. — С. 166-177.
- Яків Гершкович. Псевдоархеологія на пострадянських просторах: неусвідомлена небезпека // Археологія : журнал. — 2011. — Т. 2. — С. 110-118.
- Я.П.Гершкович. Пам'яті Станіслава Никифоровича Братченка // Археологія : журнал. — 2011.
- Ja. P. Gerškovič. Ein Gußformenkomplex der späten Bronzezeit am mittleren Dnepr // Eurasia Antiqua : журнал. — 2012. — № 18. — С. 61-75.
- Olexandra Romashko, Yakiv Gershkovych. Scythian sanctuaries of Ares: archaeological date and Herodotus testimonies // Ukrainian Archaeology : журнал. — 2013. — С. 19-32.
- Я.Гершкович, В.Паньковский. Скарб бронзових виробів sз лісу біля села Хрестище (Слов'янський р-н Донецької області, Україна) // Revista Arheologică, serie nouă : журнал. — 2013. — № 1. — С. 188-197.
- Я.П.Гершкович, О.В.Ромашко. Скіфські святилища Ареса: археологічні дані та свідчення Геродота // Археологія : журнал. — 2013. — № 1. — С. 61-75.

## Опубліковані книги
- 1999 — «Дослідження Сабатинської культури Пізнього періоду Бронзовох доби в нижній частині Дніпра і на західному узберережжі Азовського моря» (німецькою мовою)
- 2001 — «Історія української культури» (українською мовою)[12]
- 2007 — «Україна: Хронологія розвитку. З давніх часів до пізньої античності» (українською мовою)[13]
- 2007 — «Від Неоліту до Кімерійців» (опубліковано на російській, українській та польській мовах)[14]
- 2016 — «Суботівське городище» (російською мовою)

## Участь у наукових конференціях
- 1979 (березень) — «Питання елементів Культури Андронова у Культурі могил з лісоматеріалів в Україні». — Стародавні культури Волзьких і Уральських басейнів. — Куйбушев (Росія)
- 1987 — «Етнокультурні зміни в Північній області Причорномор'я в останню бронзову добу у світлі палеокліматичних даних. Фактичні проблеми історично-археологічного дослідження» — Київ (Україна)
- 1991 (жовтень) — «На східному кордоні Нової Сабатинівки-Комплексу Кослоджень»(«On the Eastern Boundary of the Nova-Sabatinovka-Coslogeni Complex») — Проблеми Нової Сабатинівки-Комплексу Кослоджень. — Калараш (Молдова)
- 1995 (вересень) — «Середня Донецька область в останню бронзову добу» — Дон. Донецька область. — Луганськ (Україна)
- 1996 (листопад) — «Західні імпульси у формуванні Нової Сабатинівки» («Western impulses in forming of the Nova-Sabatinovka»). Кослоджень (Koslodgen ') культурний комплекс. Карпатський басейн і Східно-європейські степи. — Краків (Польща)
- 1998 (листопад) — «Етнокультурні відносини в останню бронзову добу далі на Південь і Схід від області комплексу Тшіне-Комарова» («Ethnocultural relations in the Late Bronze Epoch further to South and East from the Tshine- Komarov Complex area»). — Схил комплексу Тшінек-Комарова. Замосць, Люблін (Польща)
- 2000 (січень) — «Фермери і автори пасторалей причорноморської низовини під час останнього бронзового періоду пізньої доісторичної експлуатації Євразійського степу» («Farmers and Pastoralists of the Pontic Lowland during the Late Bronze Age Late Prehistoric Exploitation of the Eurasien Steppe») — Кембридж (Велика Британія)
- 2000 — «Літочислення фриз останнього бронзової доби». — Музейні читання, Київ (Україна)
- 2005 — «Археологія в інтелектуальному космосі сучасної України». — Конференція Fulbright, Львів (Україна)
- 2006 — "Кодекси діяльності як «спосіб терапії» корупції у науці (на прикладі розвитку Морального Кодексу професійної археолога України) — Конференція Fulbright, Київ (Україна)
- 2008 — «Розвиток культури пізнього бронзового доби в області річок Нижній Буг і Дніпра» (Environment of the Late Bronze Age cultures in the Lower Bug and Dnieper areas) (спільно з Герасименко Н. П. та Фоменко В.Н) — Конференція IGCP 521- INQUA 0501 Fourth Plenary Meeting and Field Trip, Бухарест — Варна (Румунія — Болгарія)
- 2009 — «Глобальні причини деяких місцевих явищ під час останнього бронзової доби в Північно-Причорноморському Степу» («Global causes of some local phenomena during the Late Bronze Age in the Northen Pontic Steppe»). — Der Schwarzmeerraum vom Äneolithikum bis in die Früheizenzeit (5000 — 500 до н. Е.), Берлін — Кишинів (Німеччина, Молдова)
- 2010 — «Міжнародна школа псевдоархеології: його минуле і майбутнє». — Сучасні наукові школи в археології, Київ — Санкт-Петербург (Україна, Росія)